# Aleksandyr Christow
Aleksandyr Iwanow Christow (bułg. Александър Иванов Христов; ur. 28 lipca 1964 w Płowdiwie) – bułgarski bokser wagi koguciej, srebrny medalista letnich igrzysk olimpijskich w Seulu.

## Mistrzostwa Europy
W 1985 zdobył srebrny medal amatorskich mistrzostw Europy w Budapeszcie. W 1987 na amatorskich mistrzostwach Europy w Turynie zdobył złoty medal. Ostatni medal mistrzostw Europy zdobył w 1996 w Vejle.

## Mistrzostwa świata
W 1993 w Tampere został amatorskim mistrzem świata.